# Glandularia
Die Glandularia sind eine Pflanzengattung in der Familie der Eisenkrautgewächse (Verbenaceae). Diese Gattung wurde aus der Gattung Verbena ausgegliedert und enthält 70 bis 84 Arten, die in der Neuen Welt von Nord- über Zentral- bis Südamerika weitverbreitet sind.

## Beschreibung

### Vegetative Merkmale
Glandularia-Arten sind meist ausdauernde krautige Pflanzen, Halbsträucher Zwergsträucher bis Sträucher, die aufrecht, niederliegend, ausläufer- oder mattenbildend wachsen können, manche Arten bilden öfter an den Knoten (Nodien) Wurzeln. Die Stängel sind kantig. Die wechselständig angeordneten, ungestielten Laubblätter sind gelappt, fiederschnittig bis gefiedert. Nebenblätter fehlen.

### Generative Merkmale
End- oder seitenständig werden entweder ein ähriger Blütenstand oder zwei ährige Blütenstände, die an einer gabeligen Verzweigung stehen gebildet. Es sind lanzettliche Hochblätter vorhanden.
Die zwittrigen Blüten sind fünfzählig und zygomorph mit doppelter Blütenhülle. Die fünf Kelchblätter sind schmal zylindrisch verwachsen. Die fünfrippige, gerade Kelchröhre endet in vier oder fünf schmal länglichen Kelchzähnen. Die Krone ist 1,5- bis zweimal so lang wie der Kelch. Die fünf Kronblätter sind stieltellerförmig verwachsen. Die Oberlippe besteht aus zwei und die Unterlippe aus drei Kronblättern. Es ist nur ein Kreis mit vier Staubblättern vorhanden. Zwei Fruchtblätter sind verwachsen, sie sind durch eine falsche Scheidewand zu einem vierlappigen, vierkammerigen, oberständigen Fruchtknoten gegliedert mit einer Samenanlage je Kammer (Darin unterscheiden sich die verwandten Gattungen Lippia und Lantana dort ist nur noch ein Fruchtblatt vorhanden.). Der Griffel ist mindestens dreimal so lang wie der Fruchtknoten. Die Narbe besteht aus zwei ungleichen Narbenästen, wobei nur ein Narbenast Narbenpapillen trägt. Bei Verbena und Glandularia bildet der sterile Narbenast eine auffällige, den fertilen Ast oft überragende Spitze (darin unterscheiden sich diese beiden Gattungen von den nah verwandten Junellia und Lippia bei denen der sterile Ast vollkommen reduziert ist).
Die Klausenfrucht, eine Zerfallfrucht wird vom doppelt so langen Kelch überragt. Sie zerfällt in vier große, längliche Klausen (Nüsschen). Die Verwachsungsstelle der Klausen bei Verbena und Junellia ist schmal, bei Glandularia dagegen breit.

## Ökologie
Die Bestäubung erfolgt meist durch Insekten (Entomophilie).

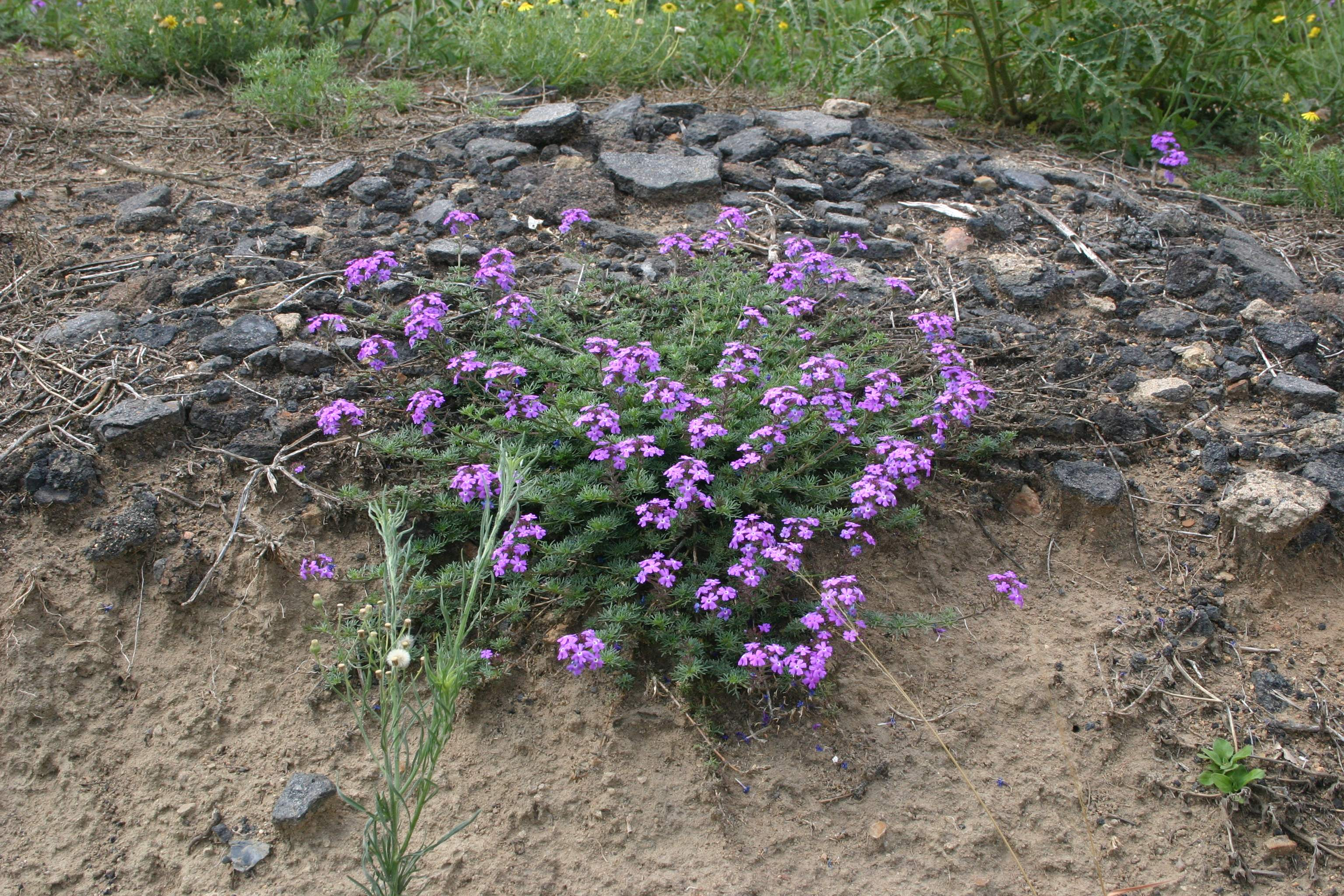
Glandularia aristigera

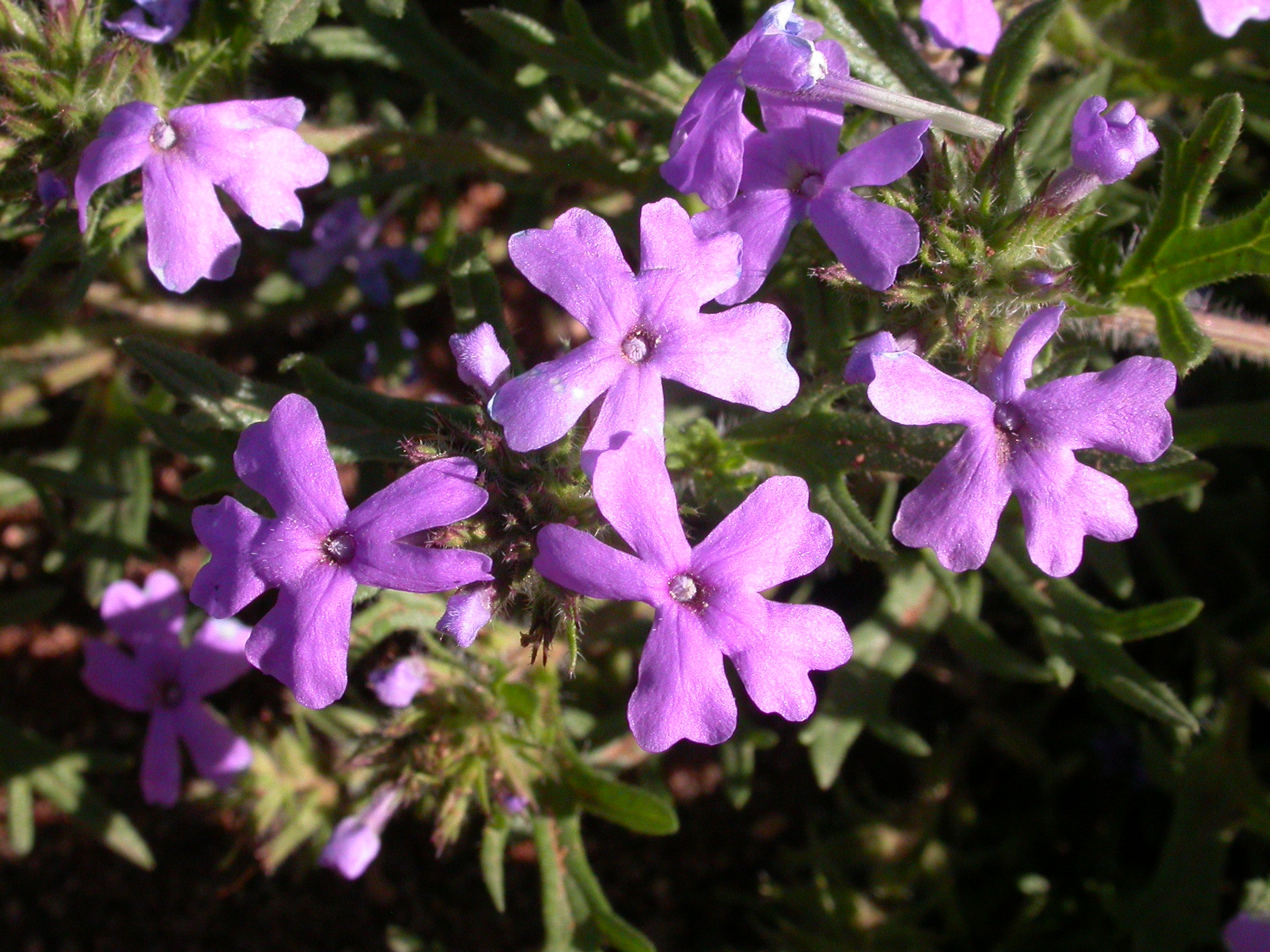
Glandularia bipinnatifida

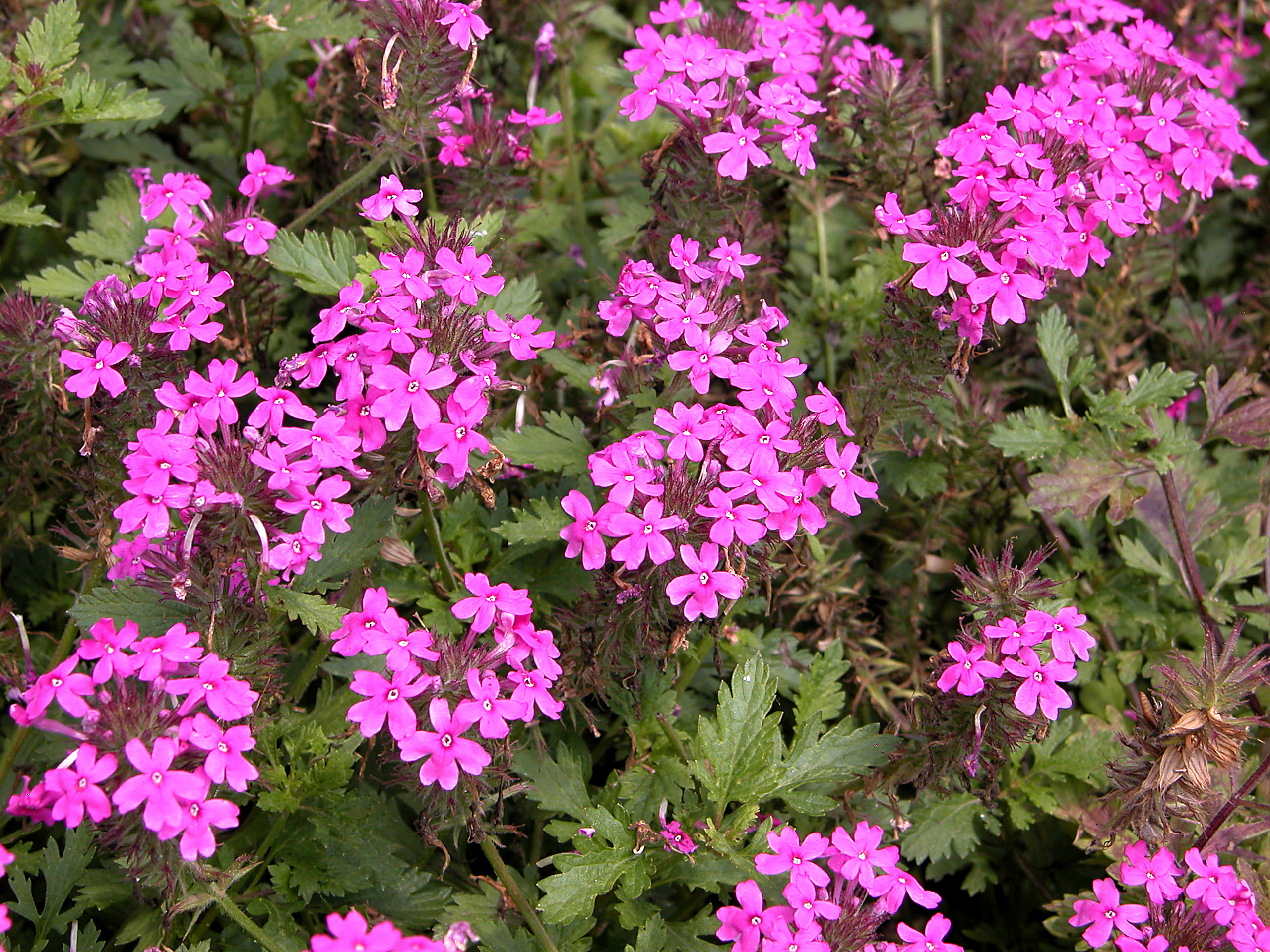
Rosenverbene (Glandularia canadensis)

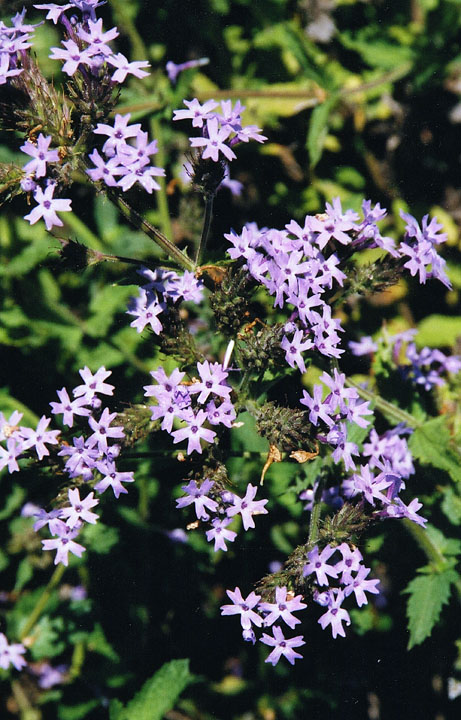
Glandularia corymbosa

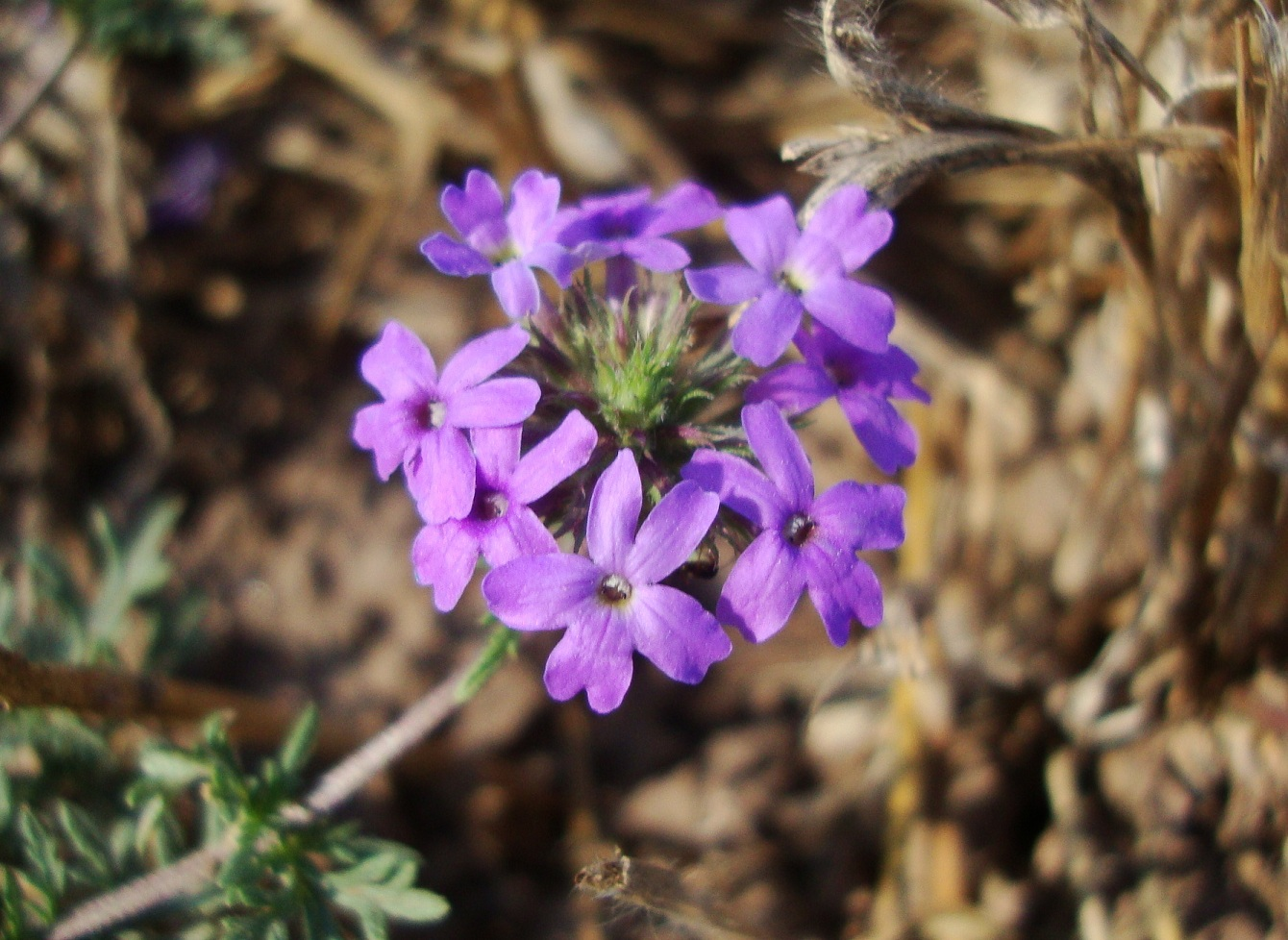
Glandularia dissecta

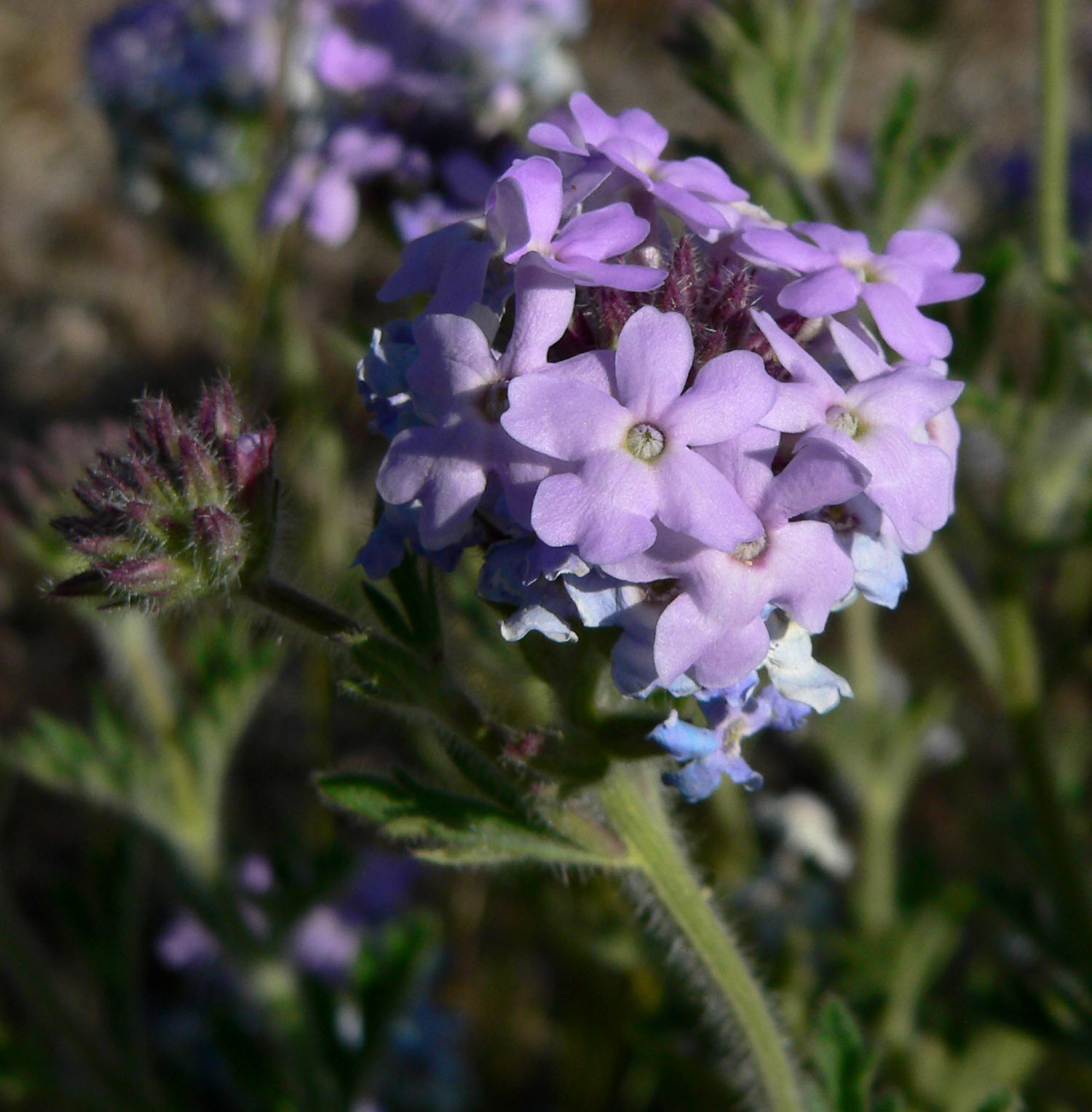
Glandularia gooddingii

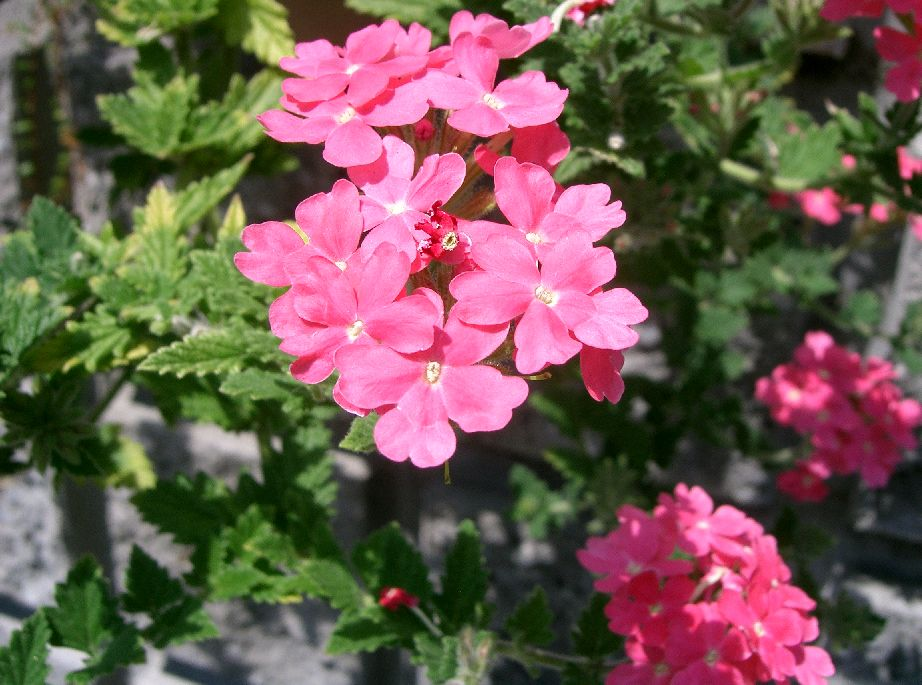
Glandularia ×hybrida

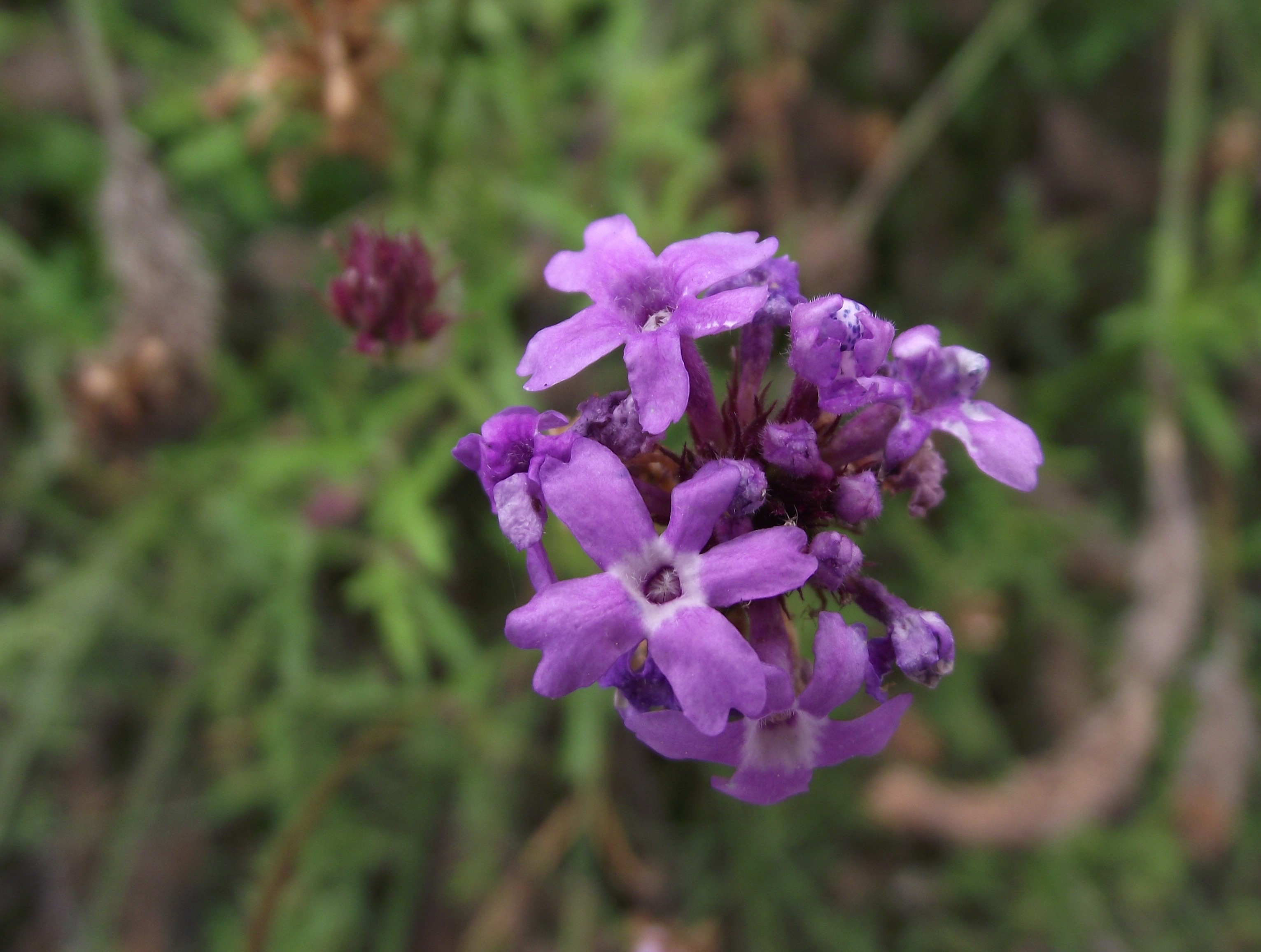
Glandularia lilacina

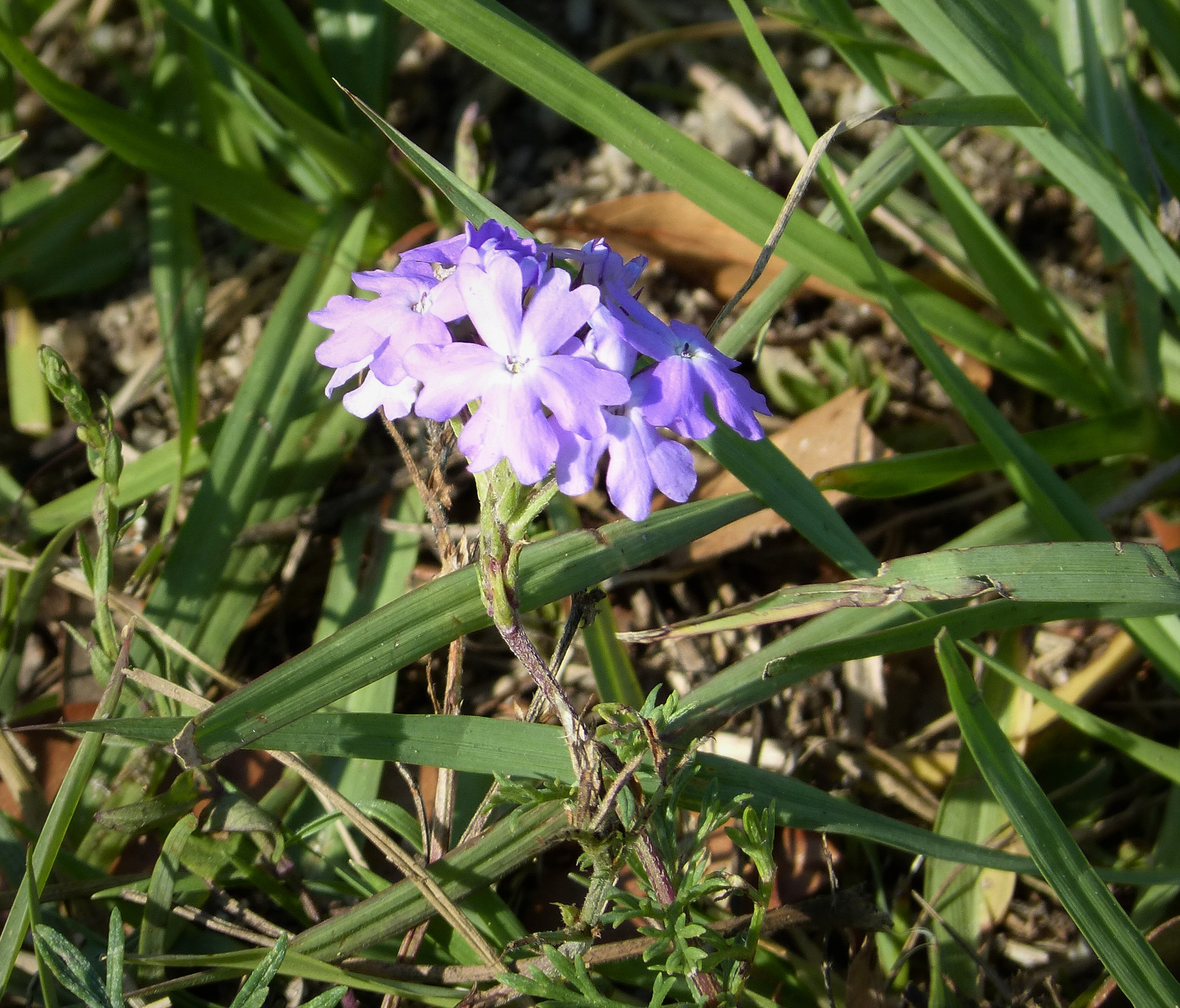
Glandularia maritima

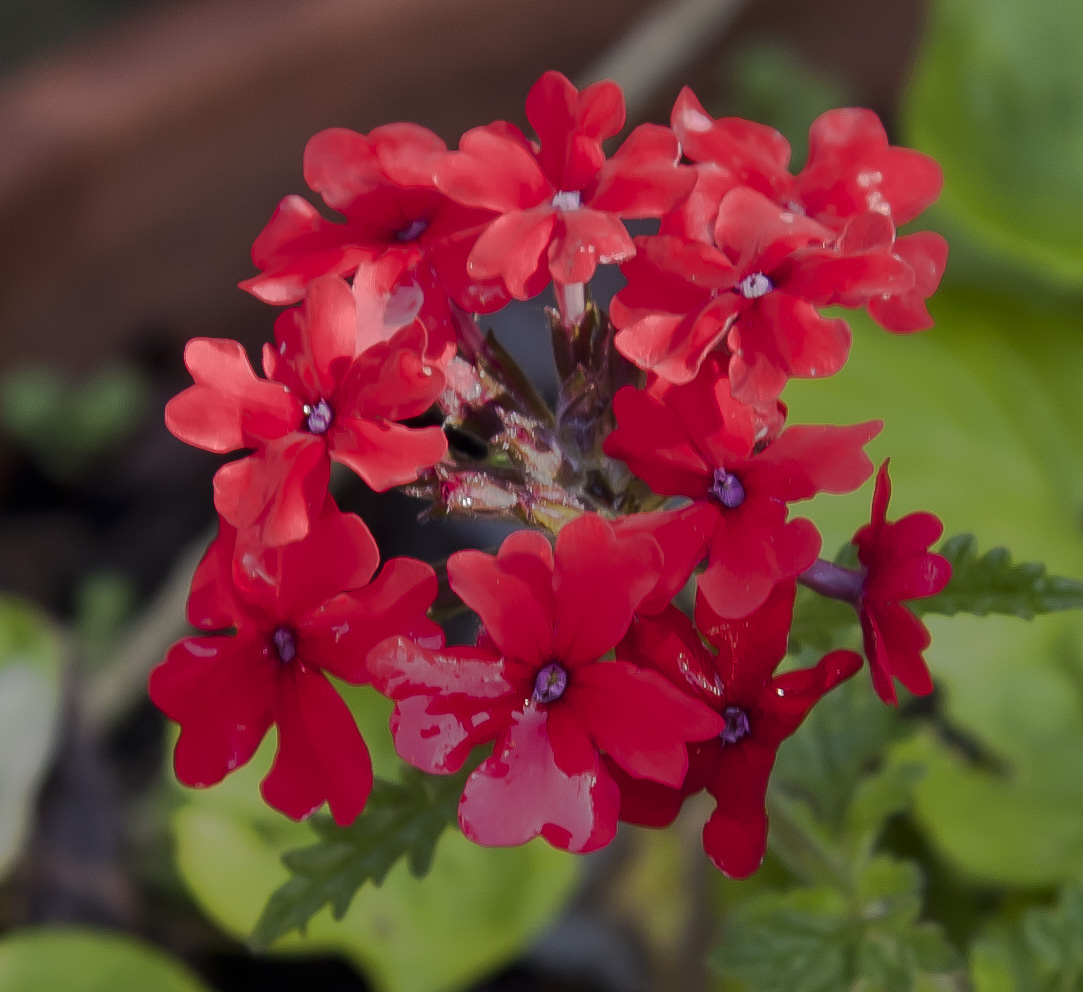
Glandularia peruviana

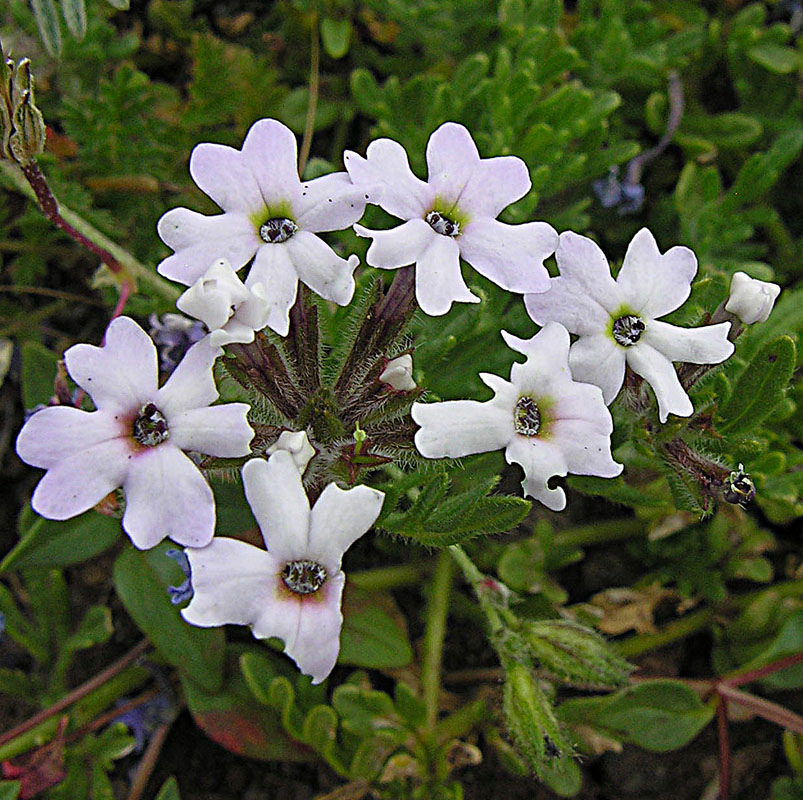
Glandularia porrigens

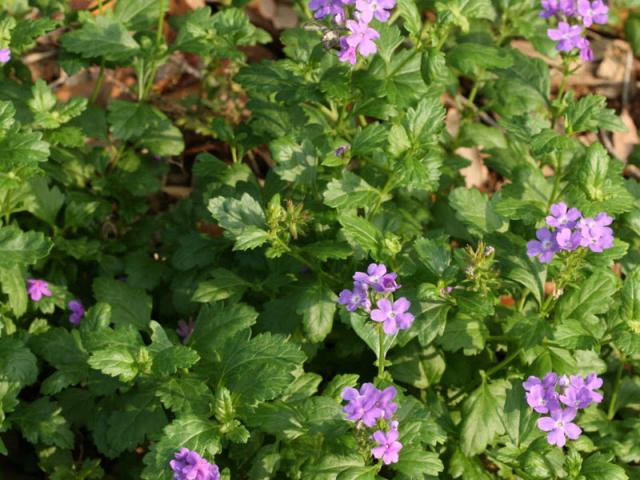
Glandularia tampensis

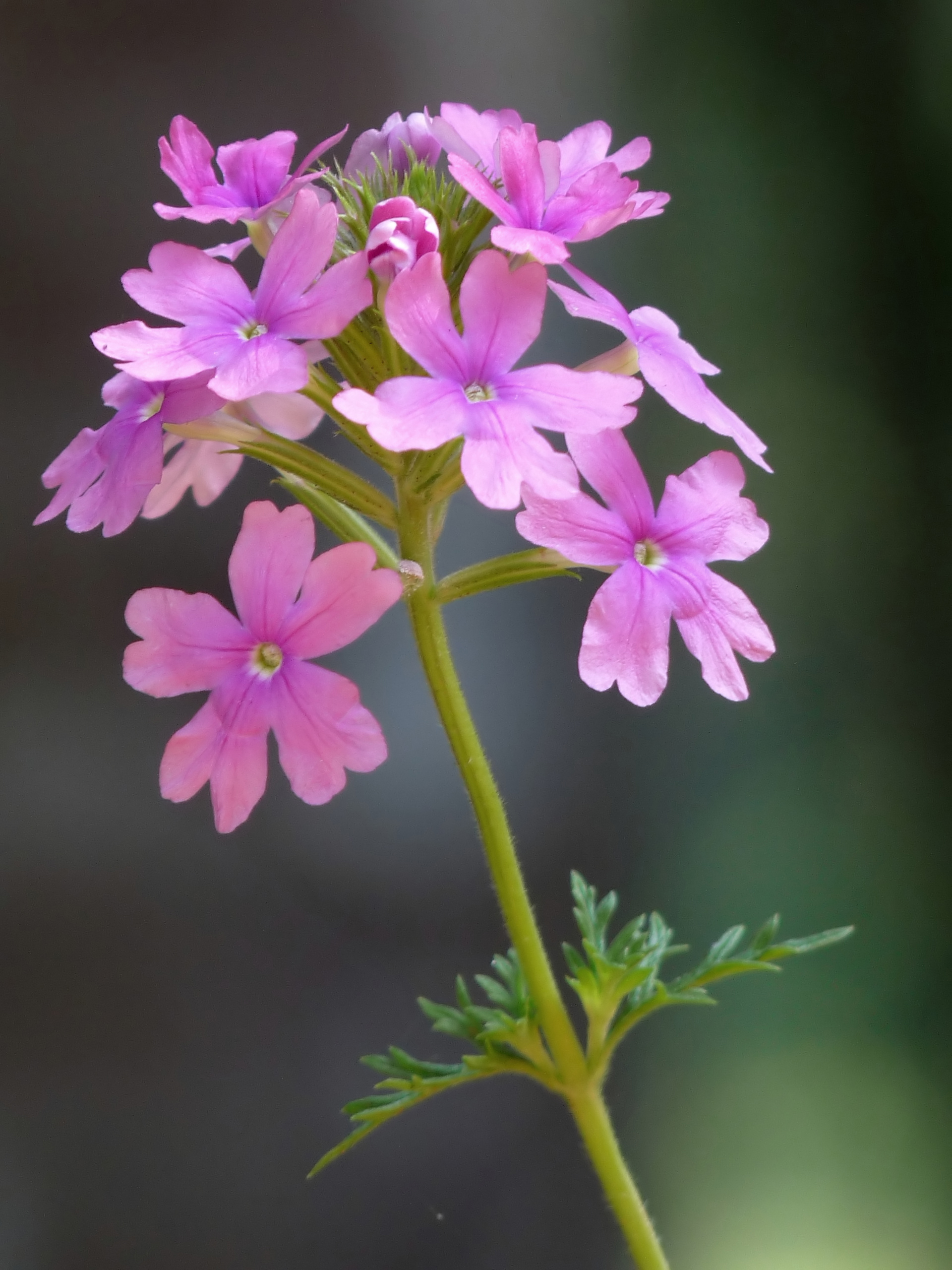
Glandularia tenera

## Systematik und Verbreitung
Die Gattung Glandularia wurde 1791 durch Johann Friedrich Gmelin aufgestellt. Sie hatte ab 1821 der Rang einer Untergattung Verbena L. subg. Glandularia (J.F.Gmel.) Nutt.
Nach Botta et al. 1995 wurden die Arten der Gattungen Glandularia und Junellia aus der Gattung Verbena ausgegliedert. Man kann diese drei Gattungen besonders an der Chromosomengrundzahl unterscheiden: Verbena x = 7, Glandularia x = 5, Junellia x = 10. Diese drei Gattungen gehören zur Tribus Verbeneae innerhalb der Familie Verbenaceae.
Synonyme für Glandularia J.F.Gmel. sind: Billardiera Moench nom. illeg., Helleranthus Small, Shuttleworthia Meisn., Uwarowia Bunge, Verbenella Spach.
In der Gattung Glandularia gibt es je nach Autor 70 bis 84 Arten:
- Glandularia amoena (Paxton) Umber (Syn.: Verbena amoena Paxton): Sie kommt in den mexikanischen Bundesstaaten von Querétaro bis México sowie Michoacán vor.[3]
- Glandularia andalgalensis (Moldenke) P.Peralta (Syn.: Verbena andalgalensis Moldenke): Sie kommt im nordwestlichen argentinischen Provinz Catamarca vor.[3]
- Glandularia araucana (Phil.) Botta (Syn.: Verbena araucana Phil.): Sie kommt in Chile und in Argentinien vor.[3]
- Glandularia aristigera (S.Moore) Tronc. (Syn.: Glandularia tenuisecta (Briq.) Small, Verbena aristigera S.Moore, Verbena tenuisecta Briq.): Sie kommt von Bolivien bis Brasilien und Argentinien vor.[3][1]
- Glandularia atacamensis (Reiche) J.M.Watson & A.E.Hoffm. (Syn.: Verbena atacamensis Reiche): Sie kommt im nördlichen Chile und im nordwestlichen Argentinien vor.[3]
- Glandularia aurantiaca (Speg.) Botta: Sie kommt in Argentinien vor.[3] Es gibt zwei Varietäten:
  - Glandularia aurantiaca var. aurantiaca (Syn.: Verbena aurantiaca Speg.)
  - Glandularia aurantiaca var. glaberrima (Moldenke) Botta (Syn.: Verbena aurantiaca var. glaberrima Moldenke)
- Glandularia bajacalifornica (Moldenke) Umber (Syn.: Glandularia shrevei (Moldenke) Umber, Verbena bajacalifornica Moldenke, Verbena shrevei Moldenke): Sie kommt nur im mexikanischen Bundesstaat Baja California Sur vor.[3]
- Glandularia balansae (Briq.) N.O’Leary (Syn.: Verbena balansae Briq.): Sie kommt von Brasilien bis zum nordöstlichen Argentinien vor.[3][1]
- Glandularia bipinnatifida (Nutt.) Nutt.: Es gibt drei Varietäten:
  - Glandularia bipinnatifida var. bipinnatifida (Syn.: Verbena ambrosiifolia Rydb. ex Small, Verbena bipinnatifida Nutt.): Sie kommt von den Vereinigten Staaten über Mexiko und Guatemala bis Honduras vor.[3]
  - Glandularia bipinnatifida var. ciliata (Benth.) B.L.Turner (Syn.: Glandularia bipinnatifida var. brevispicata Umber, Glandularia wrightii (A.Gray) Umber, Verbena ciliata Benth., Verbena wrightii A.Gray): Sie kommt von Arizona bis Texas und im nordöstlichen Mexiko vor.[3]
  - Glandularia bipinnatifida var. latilobata (L.M.Perry) B.L.Turner (Syn.: Glandularia chiricahensis Umber, Verbena bipinnatifida var. latilobata L.M.Perry): Sie kommt im nordwestlichen Mexiko vor.[3]
- Glandularia cabrerae (Moldenke) Botta (Syn.: Verbena cabrerae Moldenke): Sie kommt von Bolivien bis ins nordwestliche Argentinien vor.[3]
- Rosenverbene (Glandularia canadensis (L.) Nutt., Syn.: Buchnera canadensis L., Verbena aubletii Jacq., Verbena canadensis (L.) Britton): Sie kommt in den zentralen und den östlichen Vereinigten Staaten vor.[3]
- Glandularia catharinae (Moldenke) O’Leary & P.Peralta (Syn.: Verbena catharinae Moldenke): Sie kommt im südlichen Brasilien vor.[3][1]
- Glandularia cheitmaniana (Moldenke) Botta & Poggio (Syn.: Verbena cheitmaniana Moldenke): Sie kommt von Bolivien bis ins nördliche Argentinien vor.[3]
- Glandularia chiricahensis Umber: Sie kommt in den US-Bundesstaaten Arizona und New Mexico vor.[3]
- Glandularia corymbosa (Ruiz & Pav.) O’Leary & P.Peralta (Syn.: Verbena corymbosa Ruiz & Pav.): Sie kommt in Chile, im südlichen Brasilien und in Uruguay vor.[3][1]
- Glandularia cuneifolia (Ruiz & Pav.) Binder (Syn.: Verbena cuneifolia Ruiz & Pav.): Sie kommt in Peru vor.[3]
- Glandularia delticola (Small) Umber (Syn.: Verbena delticola Small): Sie kommt vom südlichen Texas bis Mexiko vor.[3]
- Glandularia dissecta (Willd. ex Spreng.) Schnack & Covas (Syn.: Verbena dissecta Willd. ex Spreng.): Sie kommt in Argentinien und in Uruguay vor.[3]
- Glandularia dusenii (Moldenke) O’Leary & P.Peralta (Syn.: Verbena dusenii Moldenke): Sie kommt im brasilianischen Bundesstaat Paraná vor.[3][1]
- Glandularia elegans (Kunth) Umber (Syn.: Glandularia elegans var. asperata (L.M.Perry) Umber, Verbena elegans Kunth, Verbena elegans var. asperata L.M.Perry): Sie kommt in Arizona, in Texas und in Mexiko vor.[3]
- Glandularia flava (Gillies & Hook.) Schnack & Covas (Syn.: Verbena flava Gillies & Hook.): Sie kommt in Argentinien vor.[3]
- Glandularia gooddingii (Briq.) Solbrig (Syn.: Verbena gooddingii Briq.): Sie kommt von den südwestlichen Vereinigten Staaten bis ins nordwestliche Mexiko vor.[3]
- Glandularia guaranitica Tronc.: Sie kommt im südlichen Bolivien, im südlichen Brasilien, in Paraguay und im nordöstlichen Argentinien vor.[3][1]
- Glandularia gynobasis (Wedd.) O’Leary & P.Peralta (Syn.: Verbena gynobasis Wedd., Verbena gynobasis var. strigosa Wedd.): Sie kommt in Bolivien, im südlichen Peru und im nördlichen Chile vor.[3]
- Glandularia hassleriana (Briq.) Tronc. (Syn.: Verbena hassleriana Briq., Glandularia pulchra (Moldenke) Botta, Verbena pulchra Moldenke): Sie kommt vom südlichen Brasilien bis ins nordöstliche Argentinien vor.[3][1]
- Glandularia hatschbachii (Moldenke) O’Leary & P.Peralta (Syn.: Verbena hatschbachii Moldenke): Sie kommt im südlichen Brasilien vor.[3][1]
- Glandularia herteri (Moldenke) Tronc. (Syn.: Verbena herteri Moldenke): Sie kommt im südlichen Brasilien und im nördlichen Uruguay vor.[3][1]
- Glandularia humifusa (Cham.) Botta: Sie kommt im südlichen Brasilien vor.[3][1]
- Glandularia ×hybrida (hort. ex Groenl. & Rümpler) G.L.Nesom & Pruski (Syn.: Verbena ×hybrida hort. ex Groenl. & Rümpler = Glandularia incisa × Glandularia peruviana × Glandularia phlogiflora × Glandularia platensis)[3]
- Glandularia jordanensis (Moldenke) O’Leary & P.Peralta (Syn.: Verbena campestris Moldenke, Verbena jordanensis Moldenke): Sie kommt in Brasilien vor.[3][1]
- Glandularia kuntzeana (Moldenke) Tronc. (Syn.: Verbena kuntzeana Moldenke): Sie kommt im Paraguay und im südlichen und südöstlichen Brasilien vor.[3]
- Glandularia laciniata (L.) Schnack & Covas (Syn.: Erinus laciniatus L., Verbena erinoides Lam., Verbena laciniata (L.) Briq.): Sie kommt in Bolivien, im südlichen Peru und in Chile vor.[3]
- Glandularia landbeckii (Phil.) P.Peralta: Sie kommt im nördlichen und im zentralen Chile vor.[3]
- Glandularia lilacina (Greene) Umber (Syn.: Glandularia setacea (L.M.Perry) Umber, Verbena lilacina Greene, Verbena setacea L.M.Perry): Dieser Endemit kommt nur auf der Isla de Cedros vor, die zum mexikanischen Bundesstaat Baja California gehören.[3]
- Glandularia lilloana (Moldenke) Botta (Syn.: Verbena lilloana Moldenke): Sie kommt im nordwestlichen Argentinien vor.[3]
- Glandularia lipozygioides (Walp.) L.E.Navas (Syn.: Verbena lipozygioides Walp.): Sie kommt im zentralen Chile vor.[3]
- Glandularia lobata (Vell.) P.Peralta & V.Thode (Syn.: Verbena lobata Vell.): Sie kommt in Brasilien, in Paraguay und im nördlichen Argentinien vor.[3] Es gibt zwei Varietäten.[1]
- Glandularia macrosperma (Speg.) Tronc. (Syn.: Verbena macrosperma Speg.): Sie kommt in Argentinien vor.[3]
- Glandularia maritima (Small) Small (Syn.: Verbena maritima Small): Sie kommt nur im US-Bundesstaat Florida vor.[3]
- Glandularia marrubioides (Cham.) Tronc. (Syn.: Verbena marrubioides Cham.): Sie kommt im südlichen Brasilien vor.[3]
- Glandularia megapotamica (Spreng.) Cabrera & G.Dawson (Syn.: Verbena megapotamica Spreng.): Sie kommt vom südlichen und südöstlichen Brasilien bis ins nordöstliche Argentinien vor.[3][1]
- Glandularia mendocina (Phil.) Covas & Schnack (Syn.: Verbena mendocina Phil.): Sie kommt vom nordwestlichen bis zum nördlichen-zentralen Argentinien vor.[3]
- Glandularia microphylla (Kunth) Cabrera (Syn.: Verbena microphylla Kunth): Sie kommt von Ecuador bis ins nordwestliche Argentinien vor.[3]
- Glandularia multiglandulosa (Moldenke) P.Peralta: Sie kommt im nördlichen-zentralen Chile vor.[3]
- Glandularia nana (Moldenke) Tronc. (Syn.: Verbena nana Moldenke, Verbena hasslerana var. glandulosa Moldenke, Verbena pulchra var. paludicola Moldenke): Sie kommt von Bolivien bis Brasilien und Argentinien vor.[3]
- Glandularia paraguariensis (Moldenke) N.O’Leary (Syn.: Verbena paraguariensis Moldenke): Sie kommt in Paraguay nur in Amambay vor.[3]
- Glandularia parodii Covas & Schnack: Sie kommt in Argentinien vor.[3]
- Glandularia paulensis (Moldenke) A.L.R.Oliveira & Salimena (Syn.: Verbena paulensis Moldenke): Sie kommt nur im brasilianischen Bundesstaat São Paulo vor.[3][1]
- Glandularia peruviana (L.) Small (Syn.: Erinus peruvianus L., Verbena peruviana (L.) Britton): Sie kommt von Bolivien bis ins südliche Brasilien und ins nördliche Argentinien vor.[3][1]
- Glandularia phlogiflora (Cham.) Schnack & Covas (Syn.: Verbena phlogiflora Cham.): Sie kommt von Brasilien bis ins nordöstliche Argentinien vor.[3][1]
- Glandularia platensis (Spreng.) Schnack & Covas (Syn.: Verbena platensis Spreng.): Sie kommt von Bolivien bis ins südliche Brasilien und ins nördliche Argentinien vor.[3][1]
- Glandularia polyantha Umber: Sie kommt von Texas bis Mexiko vor.[3]
- Glandularia porrigens (Phil.) J.M.Watson & A.E.Hoffm. (Syn.: Verbena porrigens Phil.): Sie kommt im zentralen Chile vor.[3]
- Glandularia pumila (Rydb.) Umber (Syn.: Verbena pumila Rydb.): Sie kommt von den US-Bundesstaaten Oklahoma, Texas, New Mexico sowie Arkansas bis ins nördliche Mexiko vor.[3]
- Glandularia quadrangulata (A.Heller) Umber (Syn.: Glandularia racemosa (Eggert) Umber, Verbena quadrangulata A.Heller, Verbena racemosa Eggert): Sie kommt vom südlichen Texas bis ins nordöstliche Mexiko vor.[3]
- Glandularia racemosa (Eggert) Umber (Syn.: Verbena racemosa Eggert): Sie kommt in Texas, in New Mexico und im nordöstlichen Mexiko vor.[3]
- Glandularia radicans Schnack & Covas (Syn.: Glandularia radicata (Moldenke) Tronc. ex Múlgura, Verbena radicata Moldenke): Sie kommt im nördlichen-zentralen Argentinien vor.[3]
- Glandularia rectiloba (Moldenke) P.Peralta & V.Thode (Syn.: Verbena rectiloba Moldenke): Sie kommt im südlichen Brasilien vor.[3][1]
- Glandularia santiaguensis Covas & Schnack: Sie kommt im nördlichen Argentinien vor.[3]
- Glandularia scrobiculata (Griseb.) Tronc. (Syn.: Verbena scrobiculata Griseb.): Sie kommt im südlichen Bolivien, im südlichen Brasilien und im nordwestlichen Argentinien vor.[3][1]
- Glandularia selloi (Spreng.) Tronc. (Syn.: Verbena selloi Spreng.): Sie kommt im südlichen Brasilien, in Argentinien und in Uruguay vor.[3][1]
- Glandularia sessilis (Cham.) Tronc. (Syn.: Verbena stellarioides var. sessilis Cham., Glandularia tristachya (Tronc. & Burkart) Schnack & Covas, Verbena tristachya Tronc. & Burkart): Sie kommt in Brasilien, Argentinien, Paraguay und Uruguay vor.[3][1]
- Glandularia stellarioides (Cham.) Schnack & Covas (Syn.: Verbena stellarioides Cham.): Sie kommt vom südlichen Brasilien bis ins nordöstliche Argentinien vor.[3]
- Glandularia subincana Tronc.: Sie kommt im südlichen Brasilien in Uruguay und in Argentinien vor.[3][1]
- Glandularia sulphurea (D.Don) Schnack & Covas (Syn.: Verbena sulphurea D.Don): Die zwei Varietäten kommen in Chile und im westlichen-zentralen Argentinien vor.[3]
- Glandularia tampensis (Nash) Small (Syn.: Verbena tampensis Nash): Sie kommt nur in Florida vor.[3]
- Glandularia tecticaulis (Tronc.) N.O’Leary (Syn.: Verbena tecticaulis Tronc.): Sie kommt in Paraguay vor.[3]
- Glandularia tenera (Spreng.) Cabrera (Syn.: Verbena tenera Spreng., Glandularia pulchella (Sweet) Tronc., Verbena pulchella Sweet, Verbena tenuisecta auct.): Sie ist ursprünglich im südlichen Brasilien, Uruguay, Paraguay und zentralen bis nördlichen Argentinien verbreitet. Sie kommt in anderen Gebieten der Neuen Welt als Neophyt vor.[3][1]
- Glandularia teucriifolia (M.Martens & Galeotti) Umber (Syn.: Glandularia rinconensis (Moldenke) Umber, Verbena andrieuxii Schauer, Verbena rinconensis Moldenke, Verbena teucriifolia M.Martens & Galeotti): Sie kommt von Mexiko bis Guatemala vor.[3]
- Glandularia thymoides (Cham.) N.O’Leary (Syn.: Verbena thymoides Cham.): Sie kommt in Brasilien, Argentinien (nur in der Provinz Entre Ríos) und Uruguay vor.[3][1]
- Glandularia tomophylla (Briq.) P.Peralta (Syn.: Verbena tomophylla Briq., Glandularia spectabilis (Moldenke) Botta, Verbena spectabilis Moldenke): Sie kommt in Brasilien, östlichen sowie zentralen Argentinien und Paraguay vor.[3][1]
- Glandularia tumidula (L.M.Perry) Umber (Syn.: Verbena tumidula L.M.Perry): Sie kommt von den US-Bundesstaaten Texas sowie New Mexico bis zu den mexikanischen Bundesstaaten Coahuila sowie Tamaulipas vor.[3]
- Glandularia tweedieana (Niven ex Hook.) P.Peralta (Syn.: Glandularia incisa (Hook.) Tronc., Verbena incisa Hook., Verbena tweedieana Niven ex Hook., Glandularia tessmannii (Moldenke) P.Peralta & V.Thode, Verbena tessmannii Moldenke): Sie kommt von Bolivien bis Brasilien und zentralen bis nördlichen Argentinien vor.[3][1]
- Glandularia venturii (Moldenke) Botta (Syn.: Verbena venturii Moldenke, Glandularia glandulifera (Moldenke) Ragonese, Verbena glandulifera Moldenke, Glandularia perakii Covas & Schnack): Sie kommt in Bolivien und in Argentinien vor.[3]
- Glandularia verecunda Umber: Sie kommt vom südlichen Texas bis ins nordöstliche Mexiko vor.[3]

Nicht mehr zur Gattung Glandularia sondern zu Junellia gerechnet werden seit 2009:
- Glandularia ballsii (Moldenke) Botta (Syn.: Verbena ballsii Moldenke) → Junellia ballsii (Moldenke) N.O’Leary & P.Peralta
- Glandularia clavata (Ruiz & Pav.) Botta (Syn.: Verbena clavata Ruiz & Pav.) → Junellia clavata (Ruiz & Pav.) O’Leary & Múlgura
- Glandularia crithmifolia (Gillies & Hook.) Schnack & Covas (Syn.: Verbena crithmifolia Gillies & Hook.) → Junellia crithmifolia (Gillies & Hook.) N.O’Leary & P.Peralta
- Glandularia hookeriana Covas & Schnack → Junellia hookeriana (Covas & Schnack) N.O’Leary & P.Peralta
- Glandularia origenes (Phil.) Schnack & Covas (Syn.: Verbena origenes Phil.) → Junellia origenes (Phil.) N.O’Leary & P.Peralta

Durch Christenhusz et al. wurden 2018 sechs Arten in die Gattung Verbena gestellt:
- Glandularia alejandrana B.L.Turner → Verbena alejandrana (B.L.Turner) Christenh. & Byng:[4] Sie kommt in den mexikanischen Bundesstaaten Nuevo León, Zacatecas sowie San Luis Potosí vor.[3]
- Glandularia angustilobata (Moldenke) P.Peralta & V.Thode (Syn.: Verbena cabrerae var. angustilobata Moldenke) → Verbena angustilobata (Moldenke) Christenh. & Byng:[4] Sie kommt nur im brasilianischen Bundesstaat Mato Grosso do Sul vor.[3]
- Glandularia brachyrhynchos G.L.Nesom & Vorobik → Verbena brachyrhynchos (G.L.Nesom & Vorobik) Christenh. & Byng:[4] Sie kommt in den mexikanischen Bundesstaaten Tamaulipas sowie San Luis Potosí vor.[3]
- Glandularia guaibensis P.Peralta & V.Thode: Sie wurde 2010 aus dem brasilianischen Bundesstaat Rio Grande do Sul erstbeschrieben.[3][1] → Verbena guaibensis (P.Peralta & V.Thode) Christenh. & Byng[4]
- Glandularia malpaisana T.Van Devender & G.L.Nesom: Sie wurde 2012 aus mexikanischen Bundesstaat Sonora erstbeschrieben.[3] → Verbena malpaisana (T.Van Devender & G.L.Nesom) Christenh. & Byng[4]
- Glandularia turneri G.L.Nesom → Verbena turneri (G.L.Nesom) Christenh. & Byng:[4] Sie kommt in den mexikanischen Bundesstaaten Coahuila sowie Nuevo León vor.[3]

## Weiterführende Literatur
- Sm. Botta, S. Martinez, Me. Mulgura de Romero: Novedades nomenclaturales en Verbenaceae. In: Hickenia, 2, 1995, S. 127–128.
- P. Peralta, M. Múlgura: El genero Glandularia (Verbenaceae) en Argentina. In: Annals of the Missouri Botanical Garden, Volume 98, Issue 3,  2011, S. 358–412.
- Nataly O’Leary, P. Peralta, M. Múlgura: El genero Glandularia (Verbenaceae) en Chile. In: Darwiniana, n. s. 1, 2, 2013, S. 253–278.